# B1A4
B1A4(비원에이포)는 대한민국 3인조 남성 그룹으로, 멤버는 신우, 산들, 공찬으로 이루어져 있다. B1A4라는 그룹명은 'Be the one, All for one'의 약자로 "5명이 하나가 되어 최고가 되자"라는 의미를 갖고 있으며, 'B형 1명과 A형 4명'이라는 독특한 뜻도 있다.

## 활동

### 2011: 데뷔,Let's Fly와It B1A4
비원에이포는 데뷔 전 웹툰 '다섯 개의 수다'의 주인공으로 알려지기 시작했으며, 소속사 측은 "오랜 기간 비밀리에 준비해온 팀인 만큼 최대한 노출을 자제해 왔으며, 웹툰 공개를 시작으로 서서히 하나씩 베일을 벗는 것이 B1A4의 마케팅 전략" 이라고 밝혔다. 2011년 4월 11일, 리더 진영의 얼굴이 먼저 공개되면서 12일 바로, 13일 공찬, 14일 산들, 15일 신우의 공개로 데뷔 초읽기를 시작했다.
13일에는 소속사 웹사이트가 해외 팬에게 해킹이 되어, 해외사이트에 아직 공개되지 않은 멤버인 산들과 신우의 얼굴이 유출되는 사고도 있었다.
4월 18일에는 1차 티저 웹툰에 이어서 2차 뮤직비디오 티저영상을 공개하며 팬들의 기대감이 높아져 공식홈페이지의 서버가 다운되는 사고가 발생하기도 하였다.
2011년 4월 21일, 데뷔 앨범 Let's Fly가 공개되었다. 4월 23일 MBC 쇼! 음악중심에서 타이틀곡 "O.K"로 정식 데뷔 무대를 가졌다.
후속곡 "못된것만 배워서" 활동 도중 데뷔 동기 아이돌 그룹 블락비와 함께 8부작의 리얼리티 매치 업을 촬영하기도 했다. 마지막 화에서 미니 콘서트를 서서 리얼리티를 마무리했다.
2011년 9월 16일, 두 번째 미니앨범 It B1A4를 발매하고 타이틀곡 "Beautiful Target"으로 활동했다. Beautiful Target 활동을 끝낸 후 11월부터는 2번 트랙의 "My Love"로 후속 활동을 시작했다. 중소기획사에서 시작했지만 많은 팬들을 단숨에 끌어모아 서울가요대상, 골든디스크 어워즈 등 여러 시상식에서 신인상을 휩쓸기도 했다.

### 2012:IGNITION과SPECIAL EDITION, 일본 데뷔,In The Wind

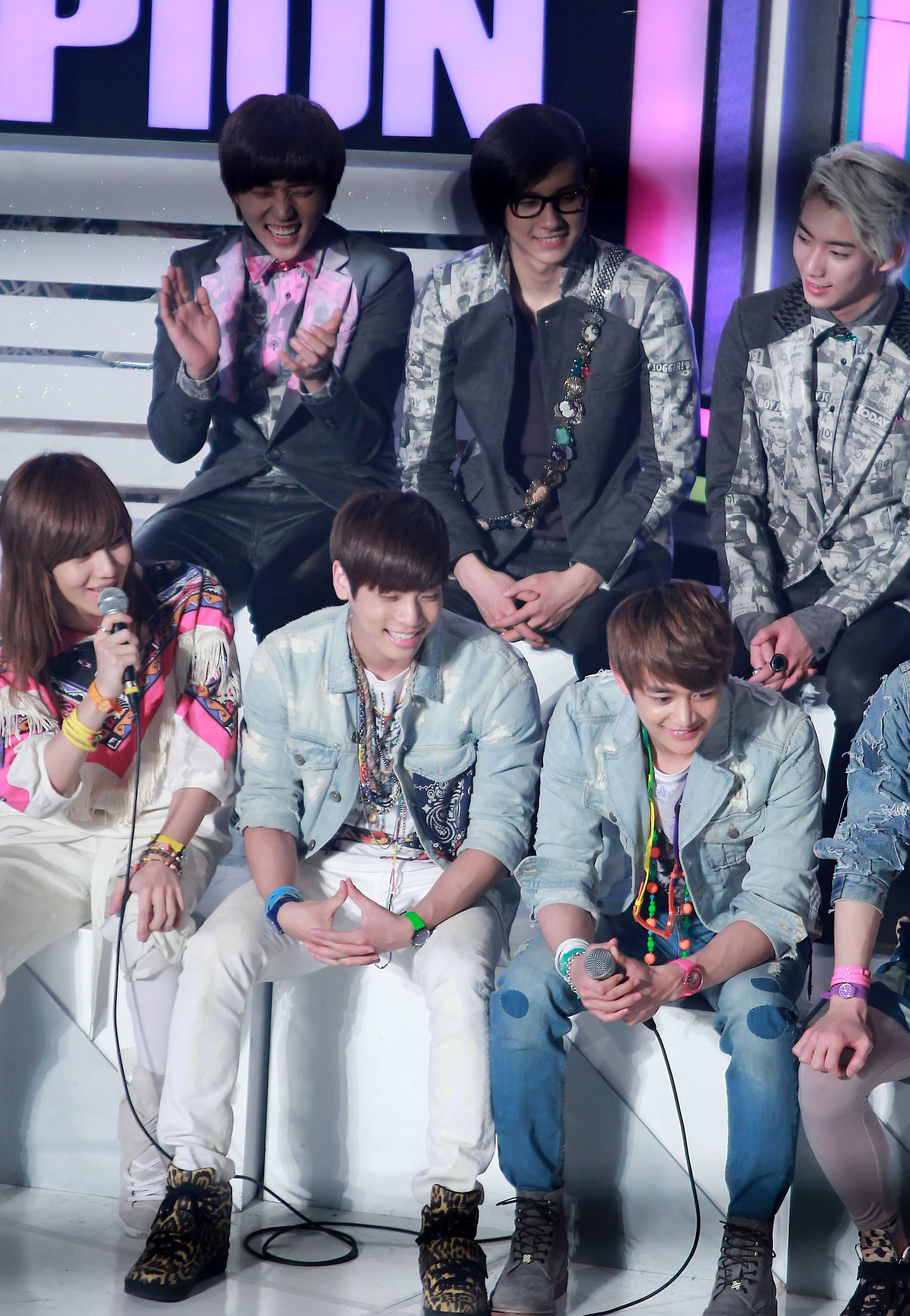
쇼챔피언 백스테이지의 B1A4

2월 3일 첫 단독 리얼리티 Mnet 와이드 연예뉴스 - B1A4의 깨알플레이어에 고정 출연했다. 주제는 회차마다 매주 바뀐다. 3-4회의 서울 정복기, 6회의 숙소 인테리어, 8회의 제빵 제과 체험을 가장한 산들의 몰래카메라 등등. 목표는 B1A4 멤버들의 트위터 팔로워 수를 모두 합쳐서 200만 채우기. 하지만 단기간에 다섯 배 이상 키우기는 다소 제작진의 무리수였는지 목표에는 실패했지만, 두 달이라는 단기간 동안에도 팔로워 수는 100만을 넘어 급속도로 성장했다. 3월 30일, 정규 1집 활동으로 인해 9회를 끝으로 종영했다.
3월 14일 첫 정규앨범 THE B1A4 I IGNITION이 발매되었다. 3월 15일 타이틀곡 "BABY I'M SORRY"로 Mnet 엠카운트다운에서 첫 무대를 가진 후, 4월 중순까지 활동했다.
첫 정규앨범을 내보인지 약 3개월 후, 5월 24일 정규앨범의 리패키지 앨범인 THE B1A4 I IGNITION SPECIAL EDITION이 발매되었다. 타이틀곡 "잘자요 굿나잇"으로 5월 25일 KBS 뮤직뱅크에서 첫방송을 가졌다. 정규 1집 리패키지의 짧은 활동 후, 6월 27일 첫 싱글 Beautiful Target로 일본에서 데뷔를 했다. 8월 29일 두 번째 싱글 おやすみ Good Night으로 일본에서 단기간의 공백기를 깨뜨린 채 또 다시 컴백을 가졌다.

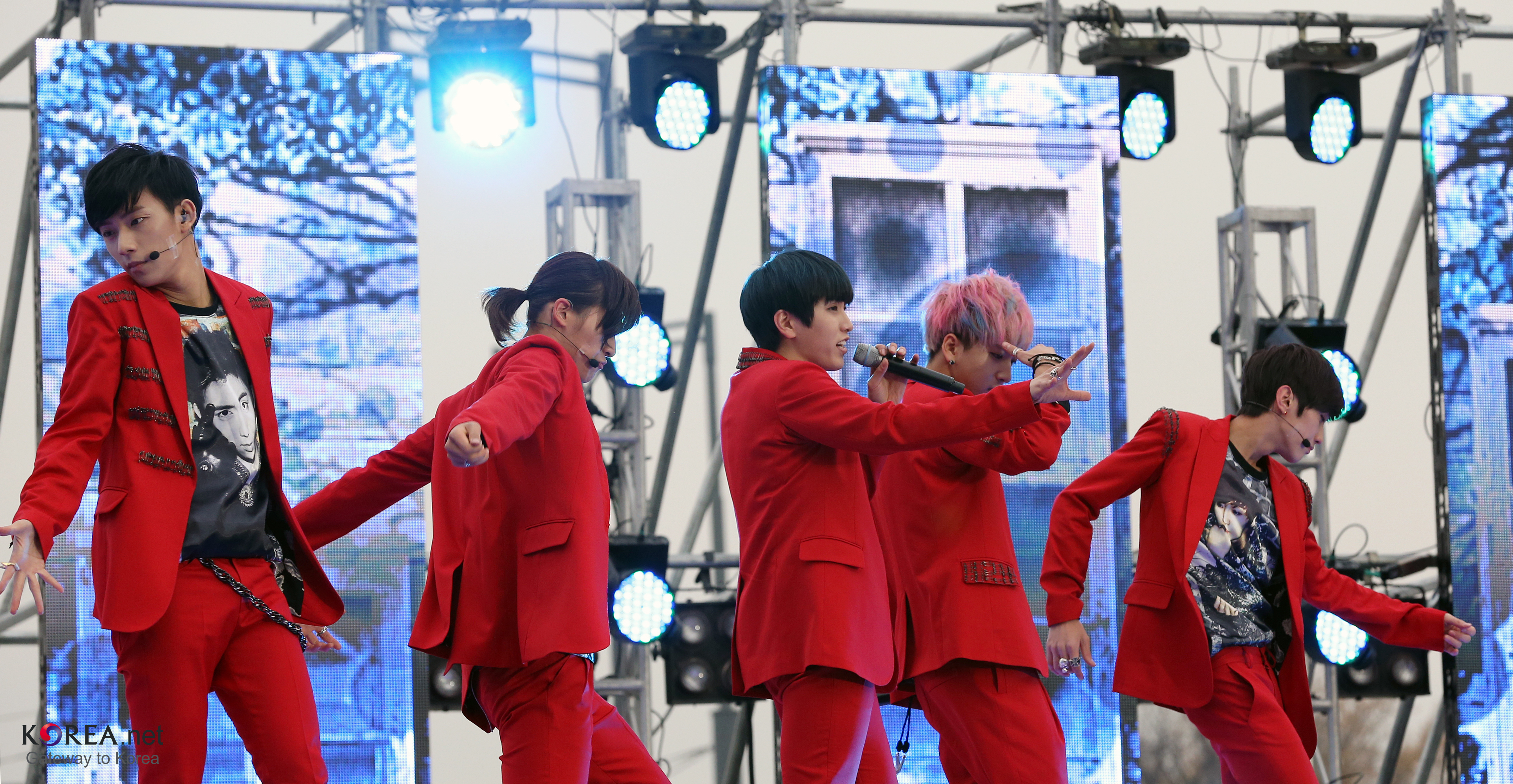
광화문에서 무대중인 B1A4

7월 25일 KBS Joy B1A4의 헬로 베이비로 단독 리얼리티에 고정 출연했다. KBS KIDS와 동시 편성되고 시간대가 자주 옮겨지기도 했다. 이름은 남현우, 정은솔로 2012년 기준 5세인 남아, 여아가 각각 한 명씩 B1A4와 함께 출연했으며, 개그맨 장동혁이 MC로 자주 등장했다. 바로는 끝내 여아와 친해지지 못하기도 했다. 12부작으로 10월 12일에 종영했다.
10월 24일 일본에서 첫 정규 앨범 1을 발매했으며, 10월 28일부터 불후의 명곡: 전설을 노래하다에 고정 출연하기 시작했다. 11월 17일 이용 편에서는 산들 홀로 "잊혀진 계절"을 불러 401표를 받고 1승을 기록한 적도 있으며, 12월 8일 김범룡 편에서는 산들과 바로의 "남자답게 사는 법" 무대로 405표를 받고 첫 우승을 했다. 12월 15일 김유정과 함께 "White Love" 무대를 선보인 겨울 특집을 끝으로 해외 스케줄 때문에 하차했다.
11월 12일 세 번째 미니앨범 In The Wind를 발매했으며, 11월 15일 Mnet 엠카운트다운에서 타이틀곡이자 리더 진영의 자작곡인 "걸어 본다"로 컴백 무대를 가졌다. 활동 중간에 KBS 뮤직뱅크에서는 싸이의 "강남스타일"과 함께 1위 후보에 들어 2위를 달성했다.
12월 8일부터 12월 9일까지 첫 단독콘서트 1st BABA B1A4 Concert를 개최했다. 장소는 SK 핸드볼 경기장으로, 〈Beautiful Target〉, 〈너 때문에〉, 〈Hey Girl〉, 〈YOU ARE MY GIRL〉등의 다양한 곡의 단체무대와 멤버들 각자 솔로무대와 듀엣을 준비했다. 차례대로 신우와 바로는 힙합 무대인 미발표곡 〈열나〉, 공찬 또한 미발표 솔로곡 〈같이 부를래요〉, 산들은 이적의 〈왼손잡이〉, 진영은 In The Wind에 수록된 자신의 솔로곡 〈Be My Girl〉을 스토리에 맞춰 무대를 가졌다. 마지막으로 산들이 내걸었던 콘서트 매진 공약 중 하나인 여장을 시행했다.

### 2013:이게 무슨 일이야, 첫 1위

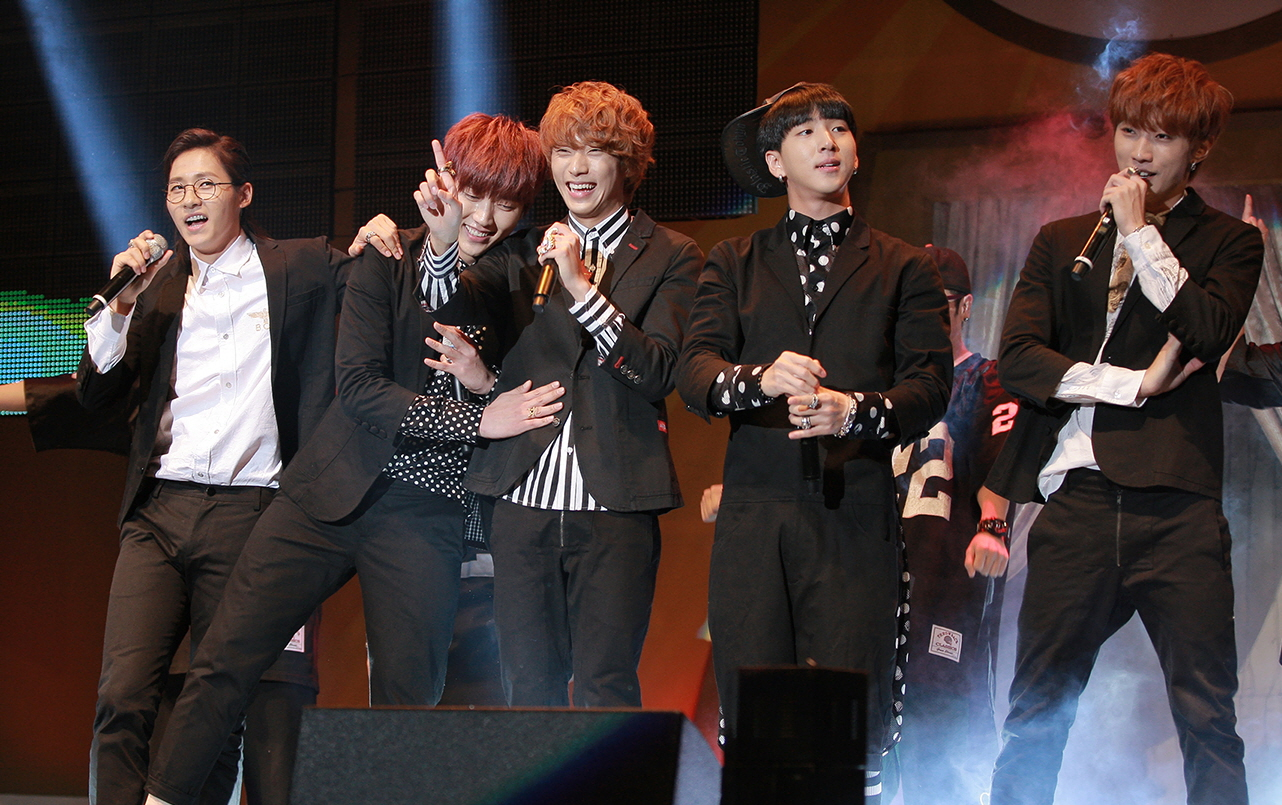
2013년 멜론 땡큐콘서트에서의 B1A4

5월 6일 네 번째 미니 앨범 이게 무슨 일이야를 발매했으며, 동명의 타이틀곡 "이게 무슨 일이야"로 활동을 시작했다. "이게 무슨 일이야" 활동 중 5월 18일, MBC 쇼! 음악중심에서 데뷔 첫 1위를 거머쥐었다. 수록곡 "별빛의 노래"로 6월부터 후속 활동을 하려 했으나 바로의 다리 부상으로 인해 무산되었다.
바로가 다리 부상으로 휴식을 취하는 동안, 진영은 tvN 드라마 우와한 녀를 통해 연기 활동을 꾸준히 이어가고 있고 산들, 신우, 공찬은 간간히 MBC 표준FM 신동의 심심타파 코너 '작작 노라유'에 게스트로 나오고 있었다. 공찬은 스타 다이빙 쇼 스플래시에 출연하며 고소공포증을 딛고 다이빙에 도전하기도 했다.
두 번째 단독콘서트 2013 LIMITED SHOW AMAZING STORE를 개최했다. 장소는 유니클로 악스홀로, 8월 7일부터 8월 11일까지 다섯 차례에 걸쳐 개최됐다. 컨셉은 토이 B1A4로, 산들이 바로의 솔로곡 〈둘만 있으면〉을 자신의 색깔로 애절하게 소화 해냈으며, 신우와 공찬, 바로, 진영은 각자 단체곡인 〈SO FINE〉과 〈웃어봐〉, 〈SUPER SONIC〉, 〈뭐 할래요〉를 홀로 불렀다. 8월 27일부터 8월 28일까지 도쿄에서도 콘서트를 두 번 개최했다.
바로가 응답하라 1994에 '빙그레' 역으로 출연을 시작하면서, 산들이 주인공으로 캐스팅 됐던 일본 뮤지컬 《천 번째 남자》 활동을 끝마치고 KBS2 불후의 명곡: 전설을 노래하다에 임재범 편을 시작으로 고정 게스트로 자리매김 했다. 여담으로 임재범 편으로 고정이 되자마자 "그대 앞에 난 촛불이어라"라는 곡으로 421표로 우승을 차지하기도 했다.

### 2014:Who Am I,SOLO DAY, 첫 월드투어

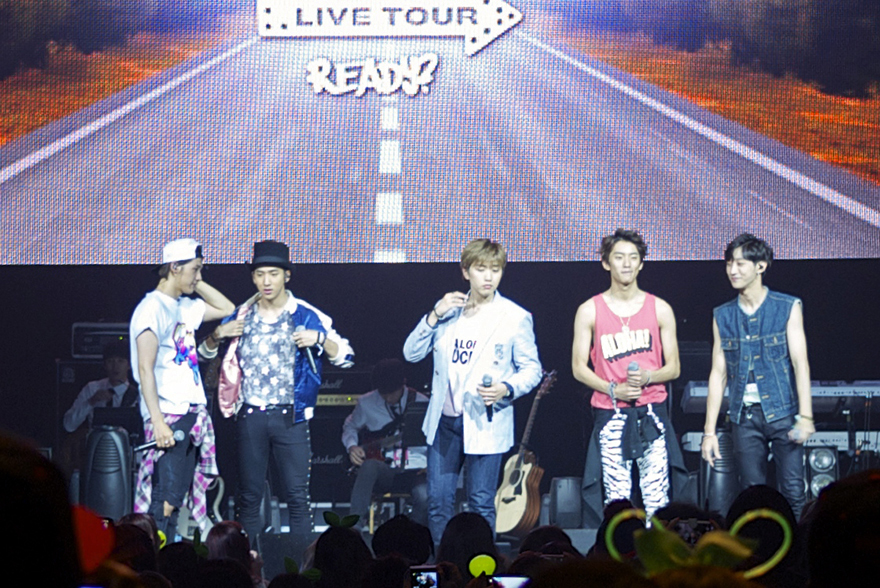
미국에서 콘서트 중인 B1A4

1월 1일 자정, 두 번째 정규 앨범 Who Am I의 멤버별 앨범 자켓 사진과 첫 번째 티저 영상을 공개하며 컴백 초읽기에 들어갔으며, 1월 6일 두 번째 티저영상을 공개했다. 1월 9일에는 앨범 하이라이트 메들리가 공개되었다. 1월 13일 자정, 음원·음반이 발매되었으며, 뮤직비디오가 공개되었다. 음원 발매일, 음원사이트에서 데뷔 이후 첫 수록곡 줄우기를 성공했다.
1월 17일 KBS2 뮤직뱅크로 첫 방송을 가졌으며 이후 18일 쇼! 음악중심, 19일 SBS 인기가요에서도 컴백무대를 가졌다. 타이틀곡 "Lonely (없구나)"로 1월 22일 쇼 챔피언의 1위를 시작으로 24일 뮤직뱅크, 25일 쇼! 음악중심, 26일 SBS 인기가요까지 지상파 그랜드슬램을 기록했다. 또한, 1월 31일 설로 결방된 뮤직뱅크서 1위를 차지하며 2주 연속 1위를 차지 하였다. 그 후 2월 5일 방송된 쇼챔피언에서 3주 연속 1위를 차지하며 트리플 크라운을 기록했다. 2월 8일 쇼! 음악중심에서의 1위를 마지막으로 총 8번의 1위를 하며 2월 22일 쇼! 음악중심을 마지막으로 활동을 마무리 지었다.
2월 중순, 세 번째 단독콘서트 《2014 B1A4 Concert THE CLASS》를 개최했다. 2월 15일부터 2월 16일에 개최한 서울 콘서트의 장소는 1st BABA B1A4 Concert 때와 마찬가지로 SK 핸드볼 경기장. 3월 1일 개최된 부산 콘서트의 장소는 부산 KBS 홀. 총 1만 여명의 팬들과 함께 콘서트를 진행했다.
7월 중순에 6개월만의 컴백이 있음을 알렸다. 7월 1일 SOLO DAY의 트랙리스트를 밝혔다. 마침내 7월 14일 다섯 번째 미니 앨범 SOLO DAY를 발매했으며, 타이틀곡은 동명의 "SOLO DAY"이다. "SOLO DAY"는 2012년부터 줄곧 타이틀곡 작사·작곡을 해오던 리더 진영과 래퍼 바로가 작사·작곡 한 곡이다. 또 본 앨범은 멤버들의 자작곡, 진영의 "SOLO DAY", "내가 뭐가 돼", "잘 돼가", "물 한잔", "YOU"와 신우의 "Drive"로 구성되어 있다. 타이틀곡 "SOLO DAY"는 7월 23일 쇼 챔피언, 24일 엠카운트다운, 25일 뮤직뱅크에서 1위를 차지하였다.
8월 말부터 11월 중순까지 첫 월드투어 《2014 B1A4 Road Trip - READY?》를 개최했다. 대만을 시작으로 미국, 일본, 호주, 동남아 등 여러 나라를 돌다가 서울 콘서트를 피날레 삼아 성공적으로 끝마쳤다.

### 2015: 개인 활동,Sweet Girl
2015년 1월 21일, 일본에서 싱글 5집 白いキセキ를 발매했다. 오리콘 앨범 차트에서 1위를 하고 판매량은 6만 8천 장을 기록했다. 5월 14일에는 보이그룹 최초로 카카오톡 리얼콘을 출시하기도 했다.
현재, 멤버들은 팀 활동으로부터 숨을 돌려 각자 개인 활동에 박차를 가하고 있다. 먼저 진영은 Mnet 뮤직드라마 칠전팔기 구해라의 서브남주 '강세찬' 역을 맡은 이후 현재는 MBC 수목 미니시리즈 맨도롱 또똣의 조연 '정풍산' 역을 소화해내고 있으며, 신우는 뮤지컬 체스의 주인공 '아나톨리' 역에 발탁되어 뮤지컬 배우로서의 데뷔를 마쳤다. 산들은 일밤-복면가왕에 '꽃피는 오골계'로 참가해 화제가 된 바 있으며, 현재는 연예인 판정단으로 활약하고 있다. 불후의 명곡과 끝까지 간다, 4가지쇼 등 여러 예능 프로그램에 출연해 가창력과 입담을 뽐내고 있다. 바로는 SBS 정글의 법칙 With 프렌즈와 KBS 2TV 우리동네 예체능에 고정 출연하며, MBC 수목 미니시리즈 앵그리맘의 조연 '홍상태' 역으로 꾸준히 출연했다. 최근에는 산들과 함께 웹드라마 로스:타임:라이프에 출연했으며,
tvN 집밥 백선생의 손호준과 MBC 진짜 사나이의 성종의 후임으로 합류할 예정이다. 그리고 공찬은 엠버와 함께 KBS 2TV 글로벌 리퀘스트 쇼 - 어송포유의 MC로 발탁되어 7월부터 방송 전파를 탔다. 마지막으로 멤버 전원이 네이버 V앱에 합류해 본인의 일상을 자유롭게 공개할 예정이다.
8월 6일, 서울 강남역 M스테이지에서 개최된 게릴라 콘서트를 시작으로, 8월 7일 KBS 2TV 뮤직뱅크, 8월 8일 MBC 쇼! 음악중심, 8월 9일 SBS 인기가요에서 무대를 서며 Sweet Girl의 음반 활동을 진행했다. 8월 10일, Sweet Girl의 음원과 음반이 동시에 공개되었다. 앨범과 동명의 타이틀곡 "Sweet Girl"은 음원사이트 차트의 상위권에 진입하였다. 11일, 네이버의 '세대공감 뮤직' 서비스에서 발표된 바에 따르면 "Sweet Girl"은 '연령대별 가장 많이 듣는 노래' 중 10대 남성·여성 부문 랭크에서 자메즈, 앤덥, 송민호의 〈거북선〉과 빅뱅의 〈우리 사랑하지 말아요〉를 제치고 1위로 집계되기도 하였다.
첫 월드투어 2014 B1A4 Road Trip - READY?를 이은 두 번째 월드투어 B1A4 ADVENTURE 2015를 떠나 이전에 가보지 못했던 핀란드, 독일, 스페인 등 유럽 국가 위주로 투어를 돌고있다. 투어는 2016년 1월까지 진행할 예정이다. 또 12월 10일, 정오에 첫 디지털 싱글이자 첫 크리스마스 시즌송 크리스마스잖아요를 발매했다. 음악방송 출연 계획은 없다고 밝혔다.

### 2016-2017:GOOD TIMING,ROLLIN, 개인 활동
2016년, 총 13곡을 자작곡으로 채운 정규 3집 GOOD TIMING을 발매하였다. 13번 트랙 "눈이 오면"은 히든트랙으로, 2014 가요대전에서 박보람과 함께 선보인 바 있다. 녹음에는 멤버 바로의 동생인 아이가 참여했다고 한다. 음악 방송에서 총 3번의 1위에 올랐다.
2017년, 총 6곡을 멤버들의 자작곡으로 채운 미니 앨범 7집 ROLLIN'을 발매하였다. 음반에 실린 6곡은 진영 4곡, 신우 1곡, 산들 1곡의 자작곡으로 구성되어 있다.

### 2018-2020: 진영과 바로의 소속사 이동, 멤버 신우 군입대 및 제대,Origine
2018년 6월 30일 다섯 멤버의 소속사와의 전속계약이 만료되어, 산들, 신우, 공찬은 소속사와 재계약하였으나, 진영과 바로는 각각 링크에잇 엔터테인먼트 및 호두앤유 엔터테인먼트와 계약하였다. 
2018년 11월 3인조 개편을 소속사에서 발표하였으며 진영과 바로와 합의 하에 완전체 활동도 나중에 가능하다고 밝혔다.
2019년 1월 멤버 신우가 군입대를 하게 되면서 당분간 개인활동을 하게 되었다. 
2020년 4월 23일 데뷔 9주년 팬미팅 라이브 방송을 진행하게 되었다. 8월 28일 신우가 제대를 하였다. 약 3년만에 10월 19일 정규 4집 《Origine》으로 컴백했다.

### 2021-2023:10 TIMES, 멤버 산들 군입대 및 제대
2021년 4월 23일 데뷔 10주년 기념 팬 송 《10 TIMES》을 발매하였다.
2021년 11월 11일 산들이 군입대를 하게 되면서 그 하루 전날 오후 6시 각종 음원사이트를 통해 새 디지털 싱글을 공개하고, 당일 오후 8시 B1A4 공식 V LIVE 채널에서 온라인 팬미팅 ‘LIVE LOUNGE ‘B1A4’’을 열어 팬들과 만난다.
2023년 8월 10일 산들이 전역하였다.

### 2024:CONNECT
2024년 1월 8일 미니 8집 《CONNECT》를 발매하며 약 2년 2개월만에 컴백했다.
2024년 6월 30일 멤버 공찬은 소속사와 계약 만료 되었으며 팀 활동은 계속 이어나간다.

## 구성원
| 이름 | 소개 |
| ---- | --- |
| 신우 | - 본명 : 신동우 (申東佑) - 생년월일 : 1991년 6월 16일(33세) - 출생지 : 대한민국 충청북도 청주시 - 학력 : 한양대학교 연극영화과 (학사) - 활동기간 : 2011년 4월 23일 ~ 현재 |
| 산들 | - 본명 : 이정환 (李征桓) - 생년월일 : 1992년 3월 20일(33세) - 출생지 : 대한민국 부산광역시 - 학력 : 명지대학교 영화뮤지컬학과 (휴학) - 활동기간 : 2011년 4월 23일 ~ 현재  |
| 공찬 | - 본명 : 공찬식 (孔燦植) - 생년월일 : 1993년 8월 14일(31세) - 출생지 : 대한민국 전라남도 순천시 - 학력 : 서울공연예술고등학교 (졸업) - 활동기간 : 2011년 4월 23일 ~ 현재  |

### 이전 구성원
| 이름   | 소개 |
| ------ | --- |
| 진영   | - 본명 : 정진영 (鄭振永) - 생년월일 : 1991년 11월 18일(33세) - 출생지 : 대한민국 충청북도 충주시 - 학력 : 청주대학교 영화학과 (학사) - 활동기간 : 2011년 4월 23일 ~ 2018년 6월 30일 |
| 차선우 | - 이름 : 차선우 (車善玗) - 생년월일 : 1992년 9월 5일(32세) - 출생지 : 대한민국 광주광역시 북구 - 학력 : 염광고등학교 (졸업) - 활동기간 : 2011년 4월 23일 ~ 2018년 6월 30일          |

## 음반 외 활동

### 드라마
| 연도   | 방송사       | 종류          | 제목                          | 출연 멤버 | 배역            | 비중     |
| ------ | ------------ | ------------- | ----------------------------- | --------- | --------------- | -------- |
| 2012년 | KBS2         | 일일시트콤    | 선녀가 필요해                 | 신우      | 신우            | 조연     |
| 2012년 | MBC          | 금요드라마    | 천 번째 남자                  | 진영      | 민규            | 특별출연 |
| 2013년 | tvN          | 목요드라마    | 우와한 녀                     | 진영      | 공민규          | 주연     |
| 2013년 | tvN          | 금토드라마    | 응답하라 1994                 | 바로      | 빙그레 (김동준) | 주연     |
| 2014년 | SBS          | 수목드라마    | 신의 선물 - 14일              | 바로      | 기영규          | 조연     |
| 2015년 | Mnet         | 금요드라마    | 칠전팔기 구해라               | 진영      | 강세찬/레이킴   | 주연     |
| 2015년 | Mnet         | 금요드라마    | 칠전팔기 구해라               | 바로      | 로빈차          | 특별출연 |
| 2015년 | MBC          | 수목드라마    | 앵그리맘                      | 바로      | 홍상태          | 조연     |
| 2015년 | MBC          | 수목드라마    | 맨도롱 또똣                   | 진영      | 정풍산          | 조연     |
| 2015년 | TV조선       | 웹드라마      | 로스:타임:라이프              | 바로      | 바로            | 주연     |
| 2015년 | TV조선       | 웹드라마      | 로스:타임:라이프              | 산들      | 박민수          | 조연     |
| 2015년 | 네이버TV     | 웹드라마      | 맛있는 연애                   | 공찬      | 박성준          | 주연     |
| 2015년 | KBS1         | 웹드라마      | 연애탐정 셜록K                | 진영      | 금강산          | 조연     |
| 2016년 | KBS2         | 월화드라마    | 구르미 그린 달빛              | 진영      | 김윤성          | 주연     |
| 2017년 | KBS2         | 드라마        | 비바앙상블                    | 바로      | 선우            | 주연     |
| 2017년 | KBS2         | 수목드라마    | 맨홀                          | 바로      | 조석태          | 주연     |
| 2017년 | KBS2         | 드라마 스페셜 | 우리가 계절이라면             | 진영      | 오동경          | 주연     |
| 2018년 | SBS          | 주말드라마    | 미스 마, 복수의 여신          | 신우      | 순경 배도환     | 주연     |
| 2019년 | MBN          | 수목드라마    | 레벨업                        | 전원      | 아이돌          |          |
| 2019년 | 플레이리스트 | 웹드라마      | 나의 이름에게                 | 공찬      | 유재하          | 주연     |
| 2020년 | MBC every 1  | 화요 드라마   | 연애는 귀찮지만 외로운건 싫어 | 공찬      | 정훈            |          |
| 2021년 | WHYNOT       | 웹드라마      | 모꼬지 키친                   | 공찬      | 이무영          | 주연     |
| 2023년 | TVING        | 드라마        | 비의도적 연애담               | 공찬      | 지원영          | 주연     |
| 2023년 |              | 웹드라마      | 내짝남X날짝남                 | 공찬      | 차은환          | 주연     |

### 영화
| 연도   | 종류       | 제목                     | 출연 멤버 | 배역   | 비중 |
| ------ | ---------- | ------------------------ | --------- | ------ | ---- |
| 2013년 | 단편영화   | 미생 프리퀄              | 바로      | 김영찬 | 주연 |
| 2014년 | 장편영화   | 수상한 그녀              | 진영      | 반지하 | 조연 |
| 2014년 | 애니메이션 | 일곱 난쟁이              | 바로      | 보보   | 더빙 |
| 2015년 | 단편영화   | 여자, 남자 - 그게 아니고 | 바로      | 소년   | 주연 |
| 2017년 | 웹무비     | 눈을 감다                | 바로      | 현우   | 주연 |
| 2019년 | 장편영화   | 내안의 그놈              | 진영      | 동현   | 주연 |
| 2020년 |            | 미스터 보스              | 공찬      | 현준   | 주연 |
| 2023년 |            | 비의도적 연애담 스페셜   | 공찬      | 지원영 | 주연 |

### 예능 프로그램
| 연도   | 방송사    | 예능 프로그램                 | 출연 멤버  |
| ------ | --------- | ----------------------------- | ---------- |
| 2011년 | SBS MTV   | MTV 매치 업                   | 전원       |
| 2012년 | Y-STAR    | 식신로드                      | 바로       |
| 2012년 | Mnet      | B1A4의 깨알플레이어           | 전원       |
| 2012년 | KBS Joy   | B1A4의 헬로 베이비            | 전원       |
| 2012년 | KBS 2TV   | 불후의 명곡: 전설을 노래하다  | 산들, 바로 |
| 2013년 | KBS 2TV   | 불후의 명곡: 전설을 노래하다  | 산들       |
| 2014년 | MBC       | 7인의 식객                    | 산들       |
| 2014년 | MBC       | 무한도전                      | 바로       |
| 2014년 | MBC MUSIC | B1A4의 어느 멋진 날           | 전원       |
| 2014년 | tvN       | 꽃보다 청춘                   | 바로       |
| 2015년 | KBS2      | 우리동네 예체능               | 바로       |
| 2015년 | SBS       | 정글의 법칙                   | 바로       |
| 2015년 | MBC       | 일밤-복면가왕                 | 산들       |
| 2015년 | KBS2      | 글로벌 리퀘스트 쇼 - 어송포유 | 공찬       |
| 2015년 | SBS       | 창업스타                      | 산들       |
| 2015년 | tvN       | 집밥 백선생                   | 바로       |
| 2015년 | MBC       | 일밤-진짜 사나이              | 바로       |
| 2015년 | tvN       | 할매네 로봇                   | 바로       |
| 2016년 | On Style  | 마이 보디가드                 | 신우       |
| 2016년 | MBC       | 듀엣가요제                    | 산들       |
| 2017년 | SBS       | 게임쇼 유희낙락               | 공찬       |
| 2017년 | SBS       | 판타스틱듀오2                 | 산들       |
| 2017년 | tvN       | 수상한가수                    | 산들       |

### 뮤지컬
| 연도        | 제목                  | 출연 멤버  | 배역            | 비중 |
| ----------- | --------------------- | ---------- | --------------- | ---- |
| 2012년      | 형제는 용감했다       | 산들       | 이주봉          | 주연 |
| 2013년      | 천 번째 남자          | 산들       | 김응석          | 주연 |
| 2014년      | 올슉업                | 산들       | 엘비스          | 주연 |
| 2015년      | 체스                  | 신우       | 아나톨리        | 주연 |
| 2015년      | 신데렐라              | 산들       | 크리스토퍼      | 주연 |
| 2016년      | 삼총사                | 신우, 산들 | 달타냥          | 주연 |
| 2017년      | 햄릿                  | 신우       | 햄릿            | 주연 |
| 2017년      | 서른즈음에            | 산들       | 젊은현식        | 주연 |
| 2018년      | 아이언 마스크(초연)   | 산들       | 루이 14세, 필립 | 주연 |
| 2019~2020년 | 아이언 마스크(재연)   | 산들       | 루이 14세, 필립 | 주연 |
| 2020년      | 셜록홈즈 사라진아이들 | 산들       | 클라이브        | 주연 |

### 콘서트
| 연도   | 콘서트                                 | 기간                 | 투어 국가                                                               |
| ------ | -------------------------------------- | -------------------- | ----------------------------------------------------------------------- |
| 2012년 | 1st BABA B1A4 Concert                  | 12월 8일 ~ 3월 12일  | 대한민국 일본 대만 인도네시아                                           |
| 2013년 | 2013 B1A4 Limited Show AMAZING STORE   | 8월 7일 ~ 9월 20일   | 대한민국 일본                                                           |
| 2014년 | 2014 B1A4 Concert THE CLASS            | 2월 15일 ~ 3월 1일   | 대한민국                                                                |
| 2014년 | B1A4 Live Tour 2014 LISTEN TO THE B1A4 | 4월 5일 ~ 4월 10일   | 일본                                                                    |
| 2014년 | 2014 B1A4 Road Trip - READY?           | 8월 23일 ~ 11월 16일 | 대만 중국 필리핀 오스트레일리아 일본 미국 대한민국                      |
| 2015년 | B1A4 ADVENTURE 2015                    | 9월 12일 ~ 12월 13일 | 대한민국 미국 멕시코 푸에르토리코 일본 홍콩 핀란드 독일 스페인 싱가포르 |
| 2016년 | The Great World Of B1A4                | 1월 11일 ~ 1월 31일  | 일본                                                                    |
| 2016년 | B1A4 Adventure 2016                    | 2월 12일 ~ 2월 17일  | 콜롬비아 칠레 페루                                                      |
| 2016년 | BANA JAPAN과 함께! (일본 팬미팅)       | 4월 27일 ~ 5월 4일   | 일본                                                                    |
| 2016년 | 2016 B1A4♥BANA 3기 팬미팅 ‘May-King'   | 5월 29일             | 대한민국                                                                |
| 2017년 | B1A4 LIVE SPACE 2017                   | 2월 4일 ~ 5월 21일   | 대한민국 타이완 미국 홍콩                                               |
| 2017년 | B1A4 JAPAN TOUR 2017 「Be the one」    | 6월 3일 ~ 6월 16일   | 일본                                                                    |
| 2019년 | HIBIKI IN JAPAN                        | 6월 16일 ~ 6월 19일  | 일본                                                                    |
| 2019년 | 2019 산들 바람숲                       | 6월 29일 ~ 6월 30일  | 대한민국                                                                |
| 2019년 | HIBIKI IN JAPAN AGAIN                  | 7월 27일             | 일본                                                                    |
| 2020년 | Hello! WM ONTACT LIVE 2020             | 9월 4일              | 대한민국                                                                |

## 수상 경력

### 시상식 수상 내역
| 연도   | 수상 내역 |
| ------ | --- |
| 2011년 | - 12월 28일 《웨이브 K 슈퍼루키 2012》 슈퍼루키 스타상 - 12월 28일 《케이팝 러버스 어워즈》 올해의 루키 대상 |
| 2012년 | - 1월 11일 제26회 《골든디스크 어워즈》 신인상 - 1월 19일 제21회 《하이원 서울가요대상》 신인상 - 2월 22일 제1회 《가온 차트 K-POP 어워드》 올해의 신인상 남자그룹 부문 - 8월 4일 제9회 《아시아송 페스티벌》 뉴 아시안 아티스트상 - 8월 4일 제9회 《아시아송 페스티벌》 문화체육관광부 장관상 |
| 2013년 | - 1월 7일 제27회 《일본 골든디스크 어워즈》 올해의 신인상 - 1월 7일 제27회 《일본 골든디스크 어워즈》 베스트 3 뉴 아티스트 아시아 부문 - 1월 15일 제27회 《골든디스크 어워즈》 음반부문 본상                                                                                                   |
| 2014년 | - 1월 16일 제28회 《골든디스크 어워즈》 음반 부문 본상 - 1월 23일 제23회 《하이원 서울가요대상》 본상 - 1월 23일 제23회 《하이원 서울가요대상》 인기상 |
| 2015년 | - 1월 15일 제29회 《골든디스크 어워즈》 음반 부문 본상 - 1월 17일 제21회 《대한민국 연예예술상》 네티즌 인기상 - 1월 23일 제24회 《하이원 서울가요대상》 본상 |

### 가요 프로그램 1위
| 연도             | 수상 내역 (총 16회) |
| ---------------- | --- |
| 2013년 (총 1회)  | - 이게 무슨 일이야 (총 1회) - 5월 18일 MBC 《쇼! 음악중심》 1위 |
| 2014년 (총 11회) | - Lonely (총 8회) - 1월 22일 MBC MUSIC 《쇼 챔피언》 챔피언송 - 1월 24일 KBS 2TV 《뮤직뱅크》 K-Chart 1위 - 1월 25일 MBC 《쇼! 음악중심》 1위 - 1월 26일 SBS 《SBS 인기가요》 1위 - 1월 29일 MBC MUSIC 《쇼 챔피언》 챔피언송 (결방, 2주 연속) - 1월 31일 KBS 2TV 《뮤직뱅크》 K-Chart 1위 (2주 연속) - 2월 5일 MBC MUSIC 《쇼 챔피언》 챔피언송 (3주 연속) - 2월 8일 MBC 《쇼! 음악중심》 1위 (2주 연속) - SOLO DAY (총 3회) - 7월 23일 MBC MUSIC 《쇼 챔피언》 챔피언송 - 7월 24일 Mnet 《엠카운트다운》 1위 - 7월 25일 KBS 2TV 《뮤직뱅크》 K-Chart 1위 |
| 2015년 (총 1회)  | - Sweet Girl (총 1회) - 8월 19일 MBC MUSIC 《쇼 챔피언》 챔피언송 |
| 2016년 (총 3회)  | - 거짓말이야 (총 3회) - 12월 6일 SBS MTV 《더 쇼 시즌5》더 쇼 초이스 - 12월 9일 KBS 2TV 《뮤직뱅크》 K-Chart 1위 - 12월 14일 MBC MUSIC 《쇼 챔피언》 챔피언송 |